# Église Sainte-Croix de La Baume-de-Transit
Pour les articles homonymes, voir Église Sainte-Croix.
L'église Sainte-Croix est une église romane située à La Baume-de-Transit dans le département français de la Drôme en région Auvergne-Rhône-Alpes.

## Historique
L'église Sainte-Croix est une ancienne église funéraire dédiée au Saint-Sépulcre, construite au XIIe siècle,, en dehors du village fortifié.
Le clocher-mur et l'ancienne porte du nord-ouest ont été transformés à l'époque gothique.
Le plan quadrilobé d'origine a été altéré en 1668 lorsque l'évêque de Saint-Paul-Trois-Châteaux, seigneur du lieu, remplaça l'abside nord-est par une nef ouvrant à l'intérieur des remparts.
Elle fait l'objet d'un classement au titre des monuments historiques depuis le 9 septembre 1908.

## Architecture

### Architecture extérieure

#### Le plan
L'église était initialement un édifice au plan quadrilobé, dont les quatre absides étaient orientées non vers les quatre points cardinaux mais vers les quatre points inter-cardinaux principaux.
À la suite du remplacement, au XVIIe siècle, de l'abside orientée au nord-est par une nef, le bâtiment est devenu asymétrique, le clocher-mur étant disposé parallèlement à la nef, au-dessus de l'abside sud-est.

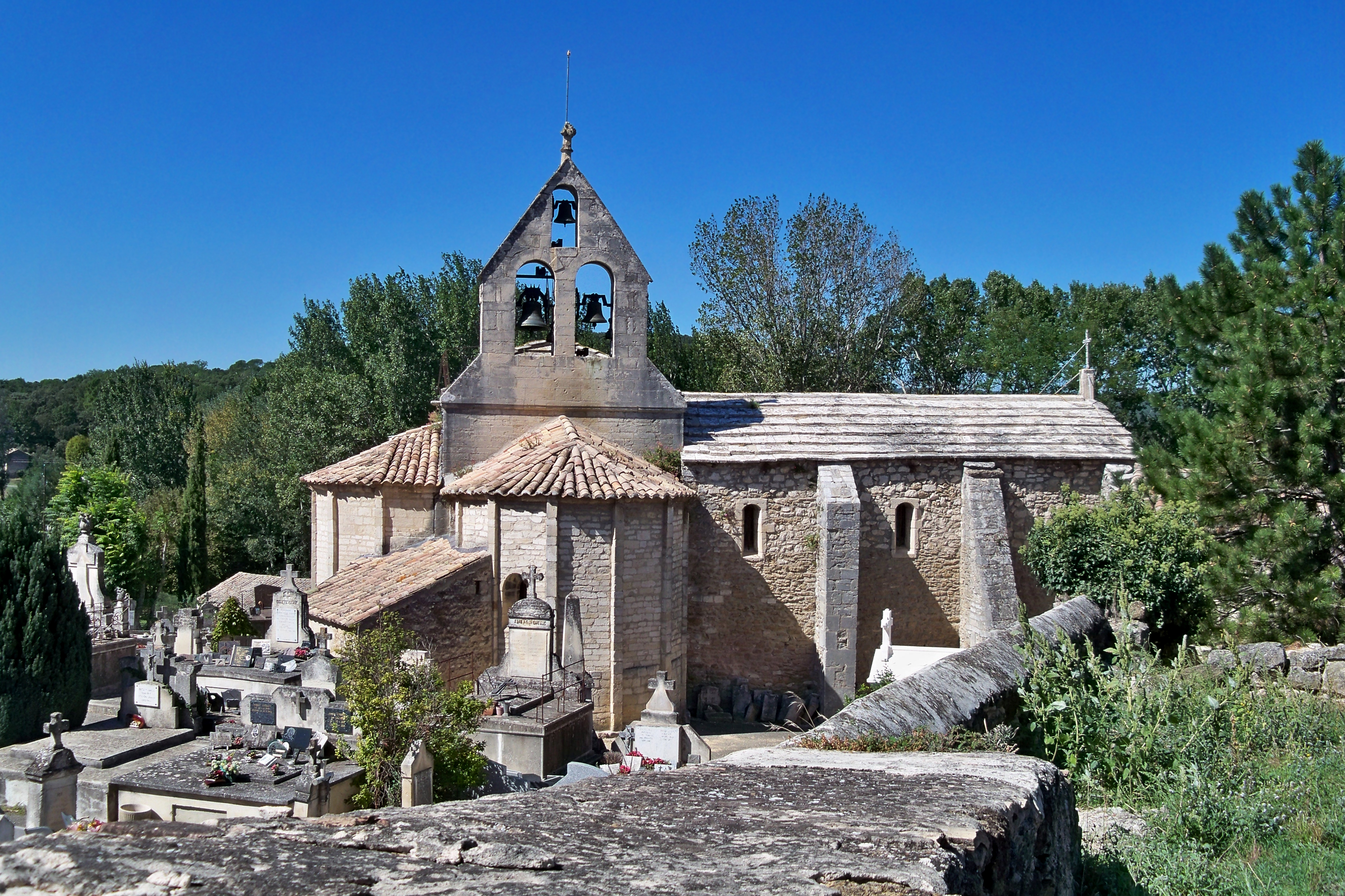
L'abside tréflée (à gauche) et la nef du XVIIe siècle (à droite).

#### Le chevet

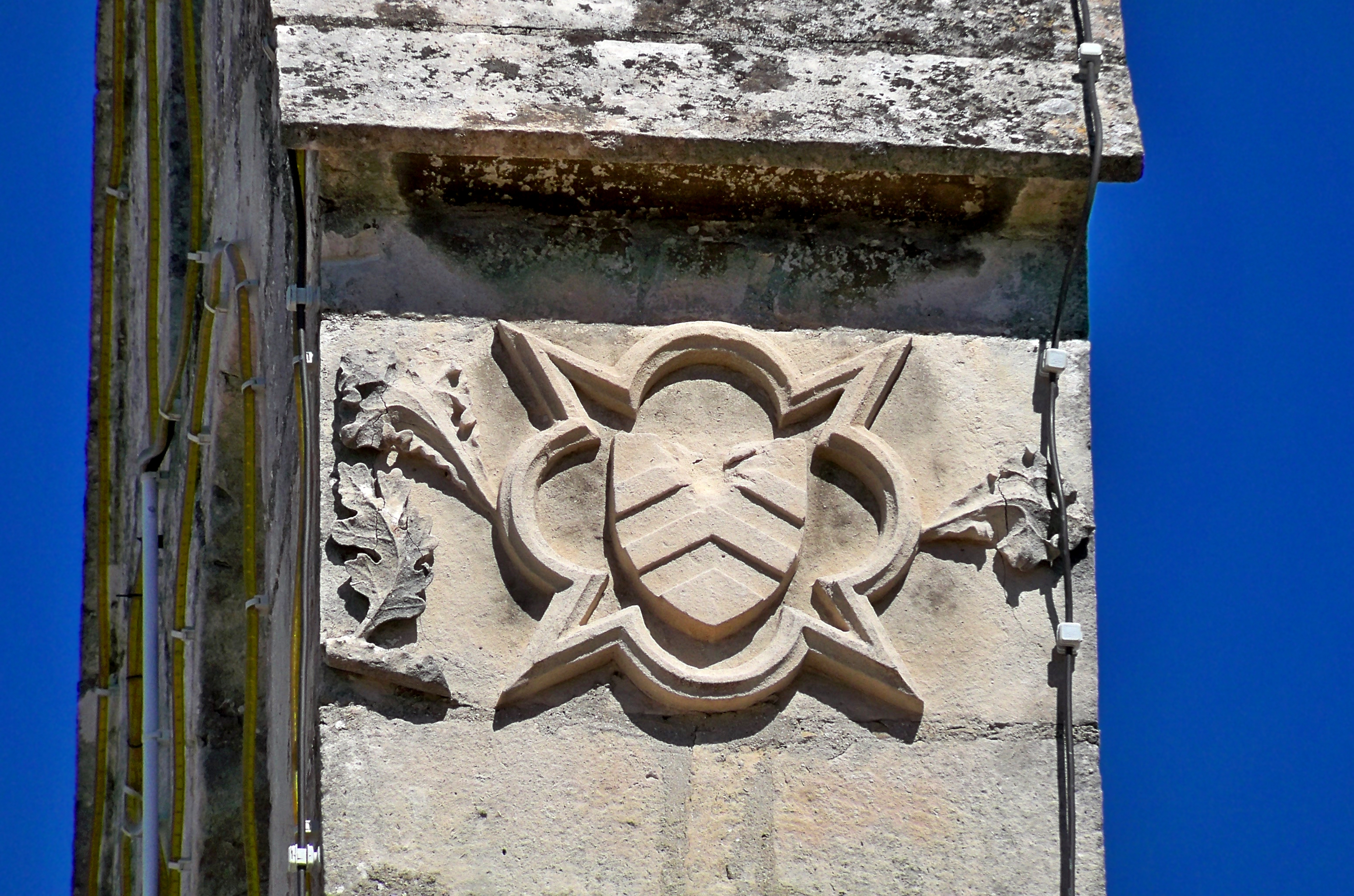
Blason sculpté ornant le clocher-mur.

Les trois absides restantes constituent maintenant un chevet tréflé, rendu peu lisible du côté ouest par les extensions postérieures à l'époque romane.
Chacune des absides, semi-circulaire et couverte de tuiles, présente une maçonnerie en blocs de pierre de taille assemblée en moyen appareil, rythmée par de fins pilastres sans base ni chapiteau.
L'abside centrale est percée d'une fine et étroite porte cintrée dont le tympan est orné d'une croix sculptée dans la pierre. Cette abside est également percée de deux fenêtres murées, probables ajouts postérieurs à l'âge roman, qui interrompent localement les pilastres.

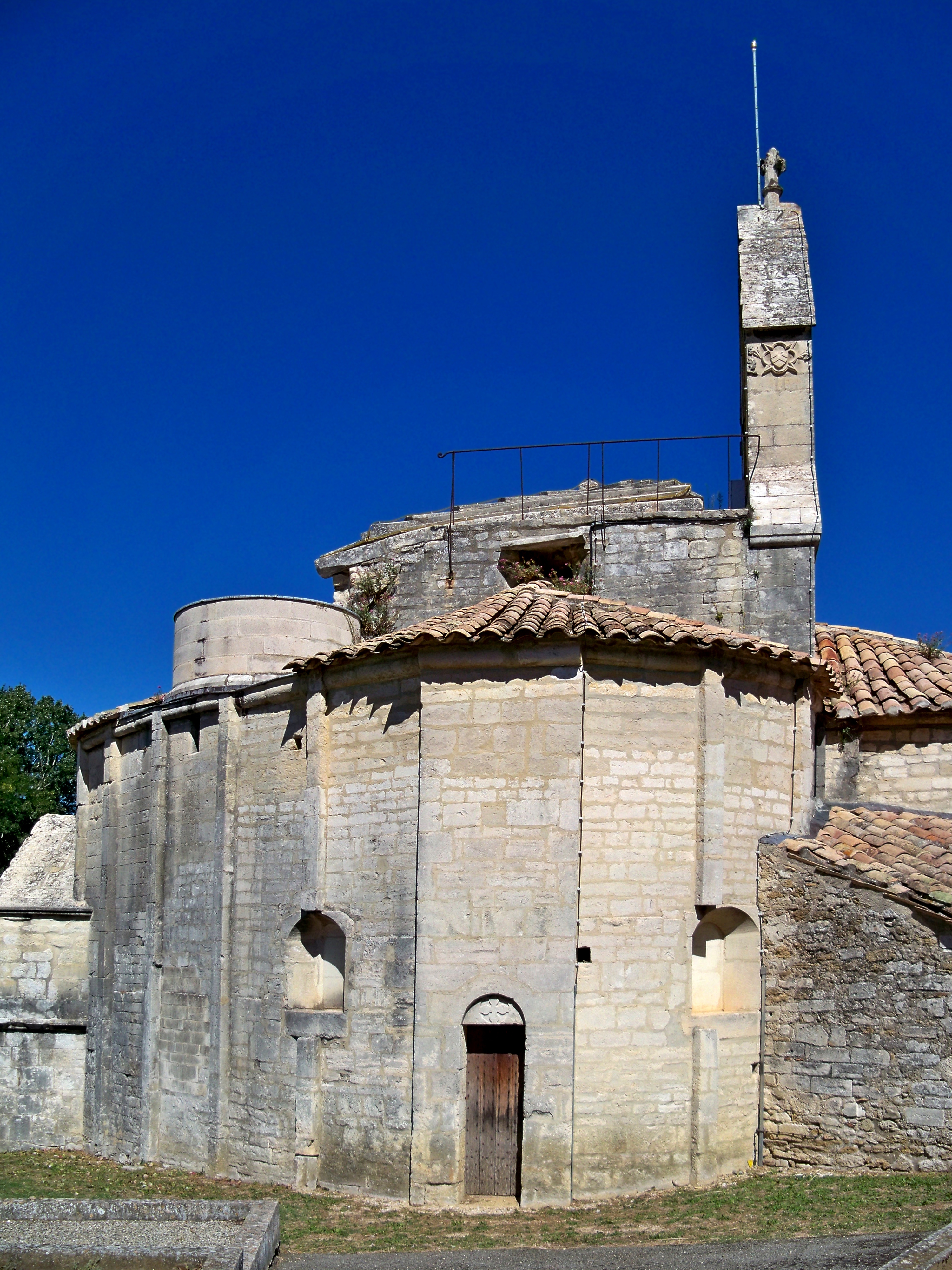
L'abside axiale (sud-ouest).
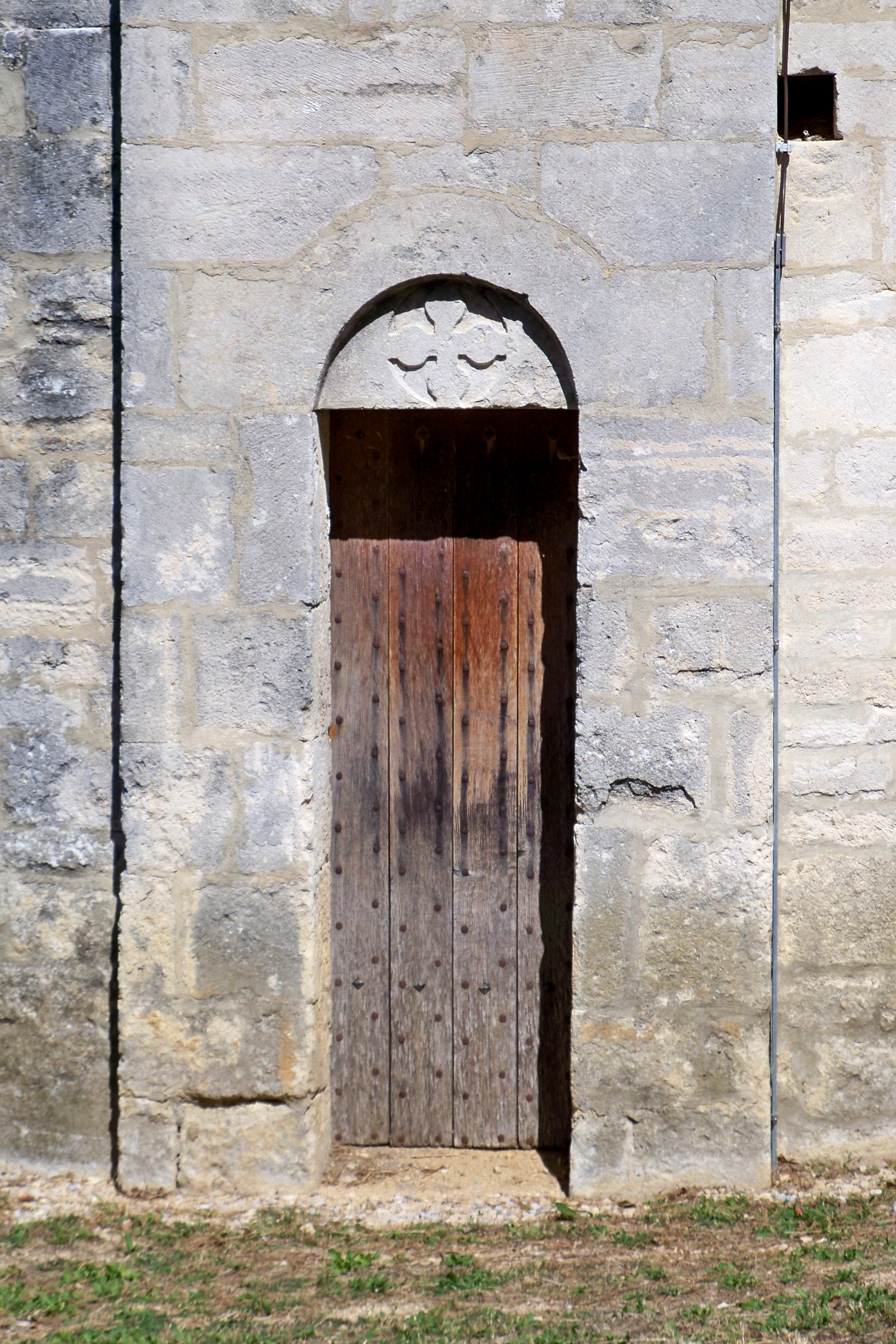
La fine porte percée dans l'abside axiale.

#### Le clocher-mur
L'abside sud-est est surmontée d'un clocher-mur à trois baies campanaires et à couverture de lauzes, transformé à l'époque gothique.
Ce clocher-mur, à l'appareillage plus soigné que les absides, est souligné par un puissant cordon de pierre et sommé d'un fleuron gothique.
Chacune de ses faces latérales est ornée d'un blason sculpté dans la pierre et inséré dans un  cartouche agrémenté de feuillages.

### Architecture intérieure

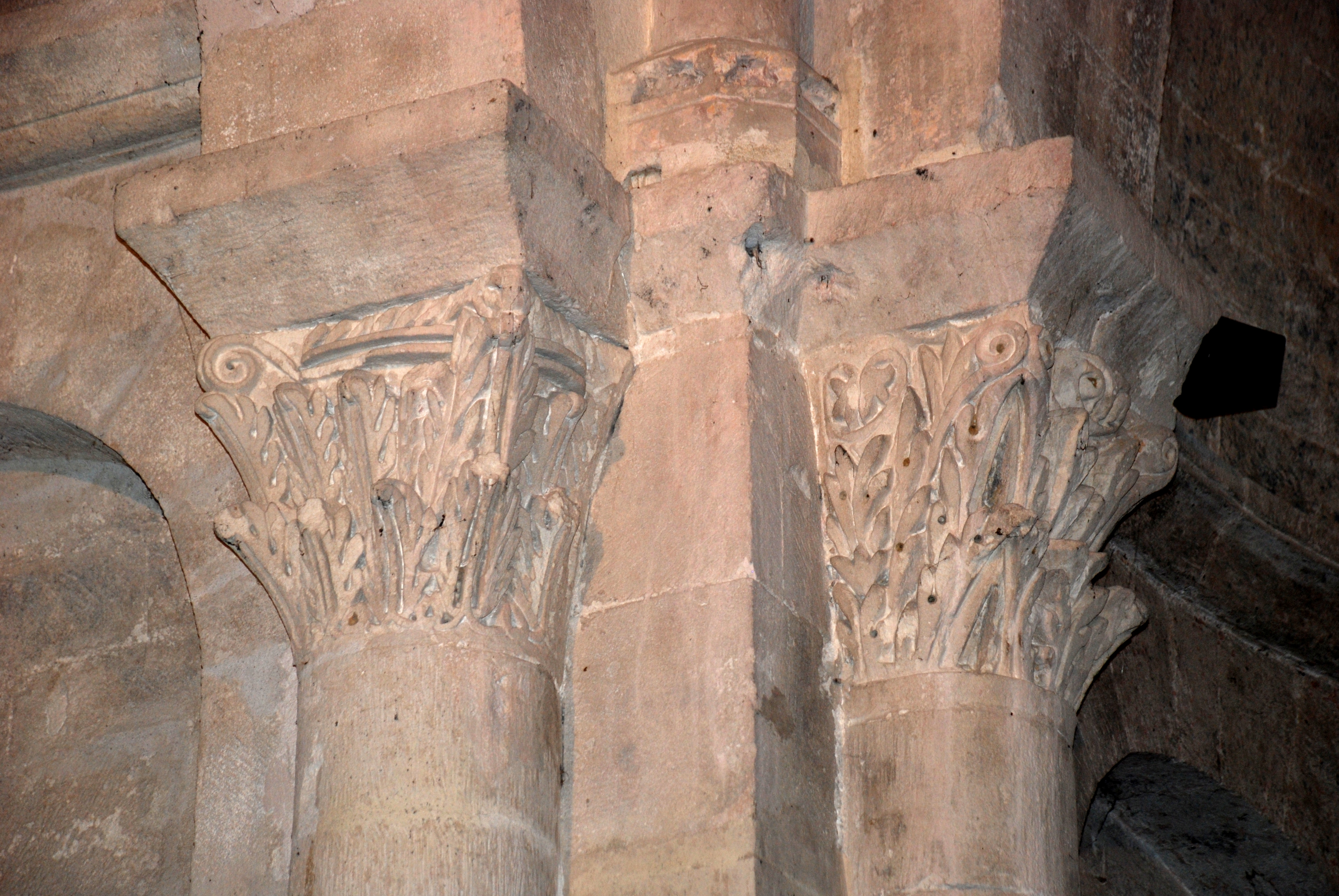
Chapiteaux à feuilles d'acanthe.

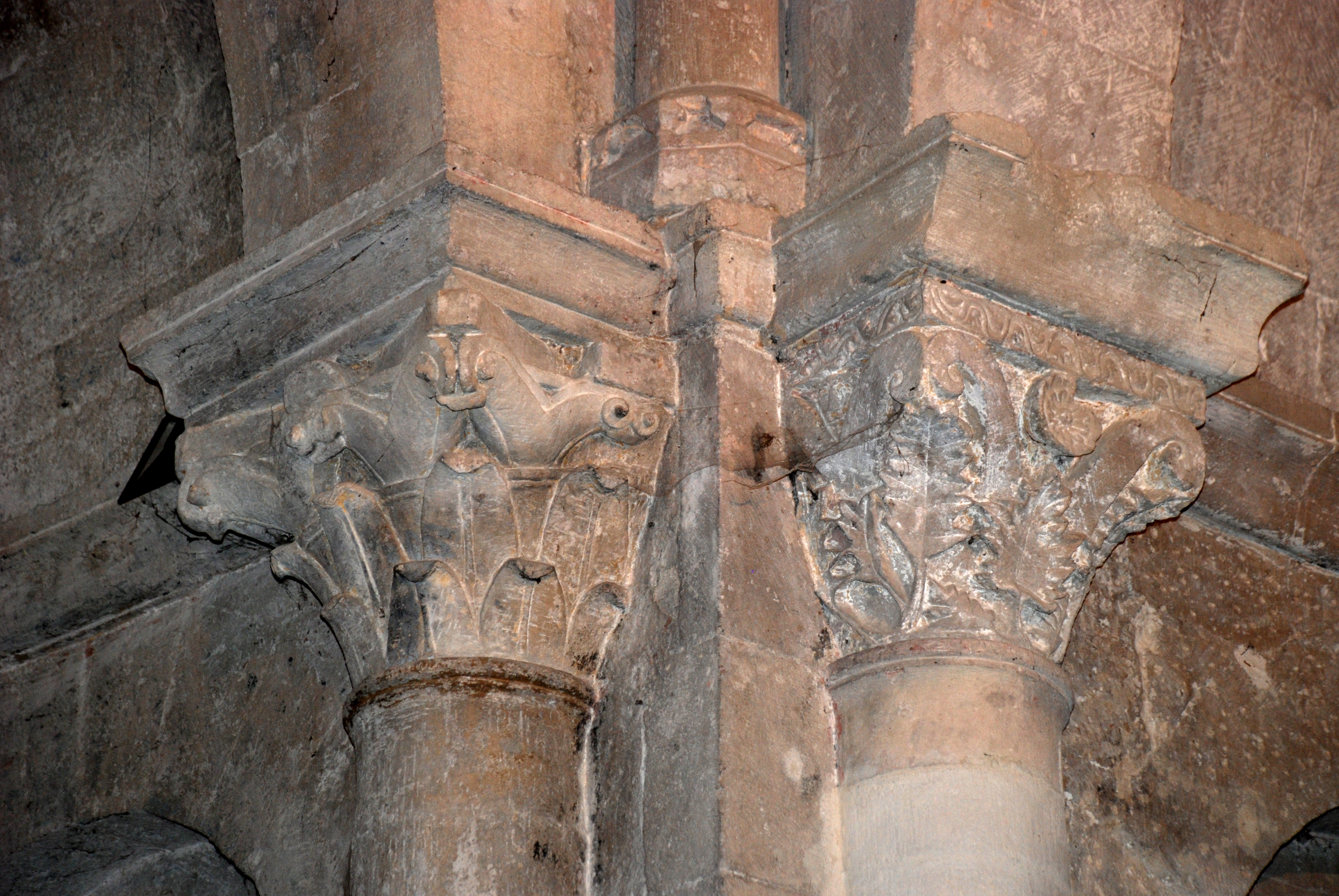
Chapiteaux à palmettes et feuilles d'acanthe.

Les trois absides, voûtées en cul-de-four, sont ornées chacune de cinq arcades soutenues par des colonnes aux chapiteaux ornés de motifs végétaux.
Depuis les transformations du XVIIe siècle, c'est l'abside sud-ouest qui abrite l'autel, et plus l'abside sud-est. Son arcade centrale est percée d'une fine et étroite porte tandis que les deux arcades qui l'encadrent sont, chacune, percées d'une fenêtre murée.
Soutenu par de puissantes colonnes aux chapiteaux ornés de palmettes et feuilles d'acanthe, son arc triomphal est surmonté d'un oculus.
L'abside sud-est (ancien chœur) est plus profonde car précédée d'une travée de chœur.

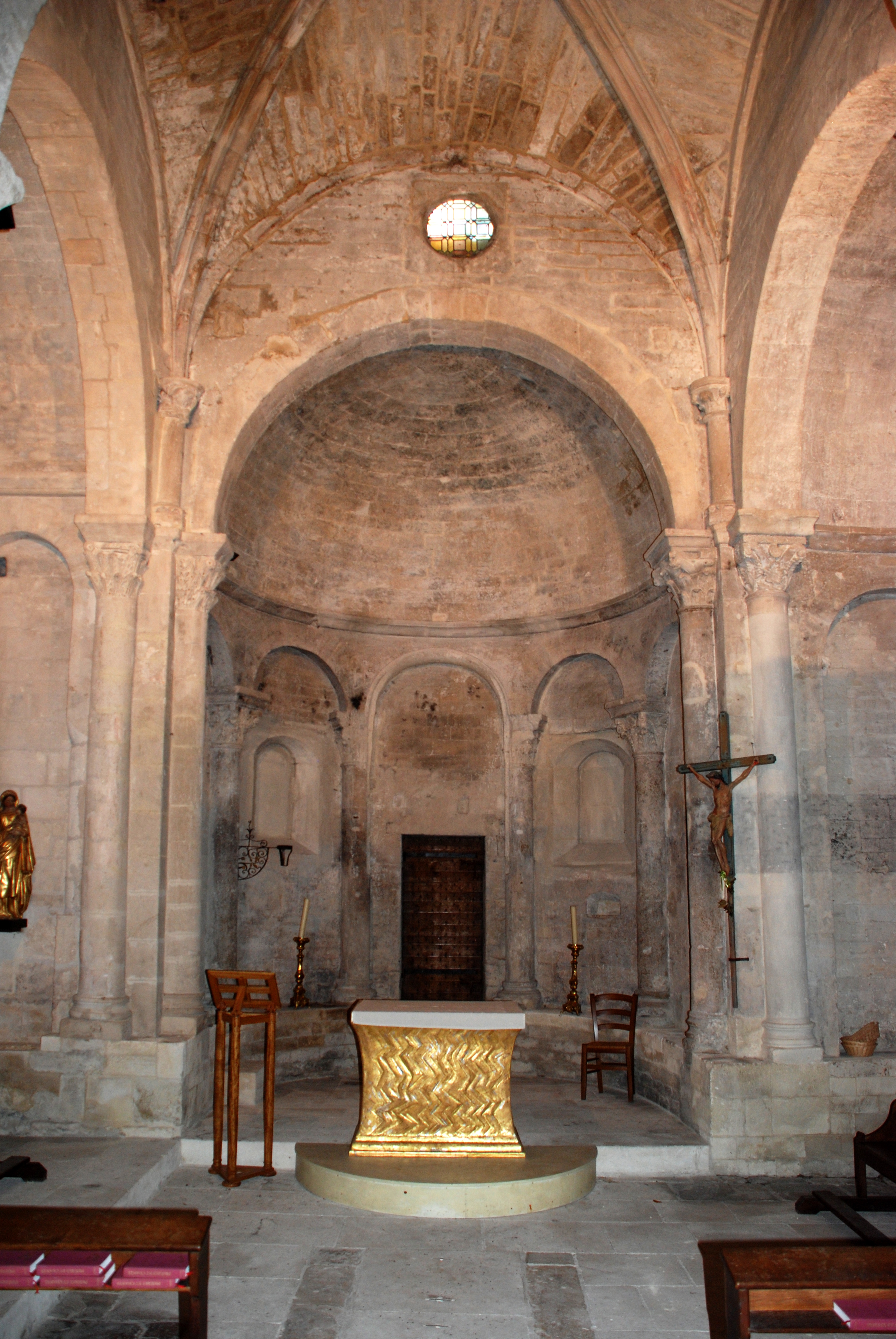
Le chœur.
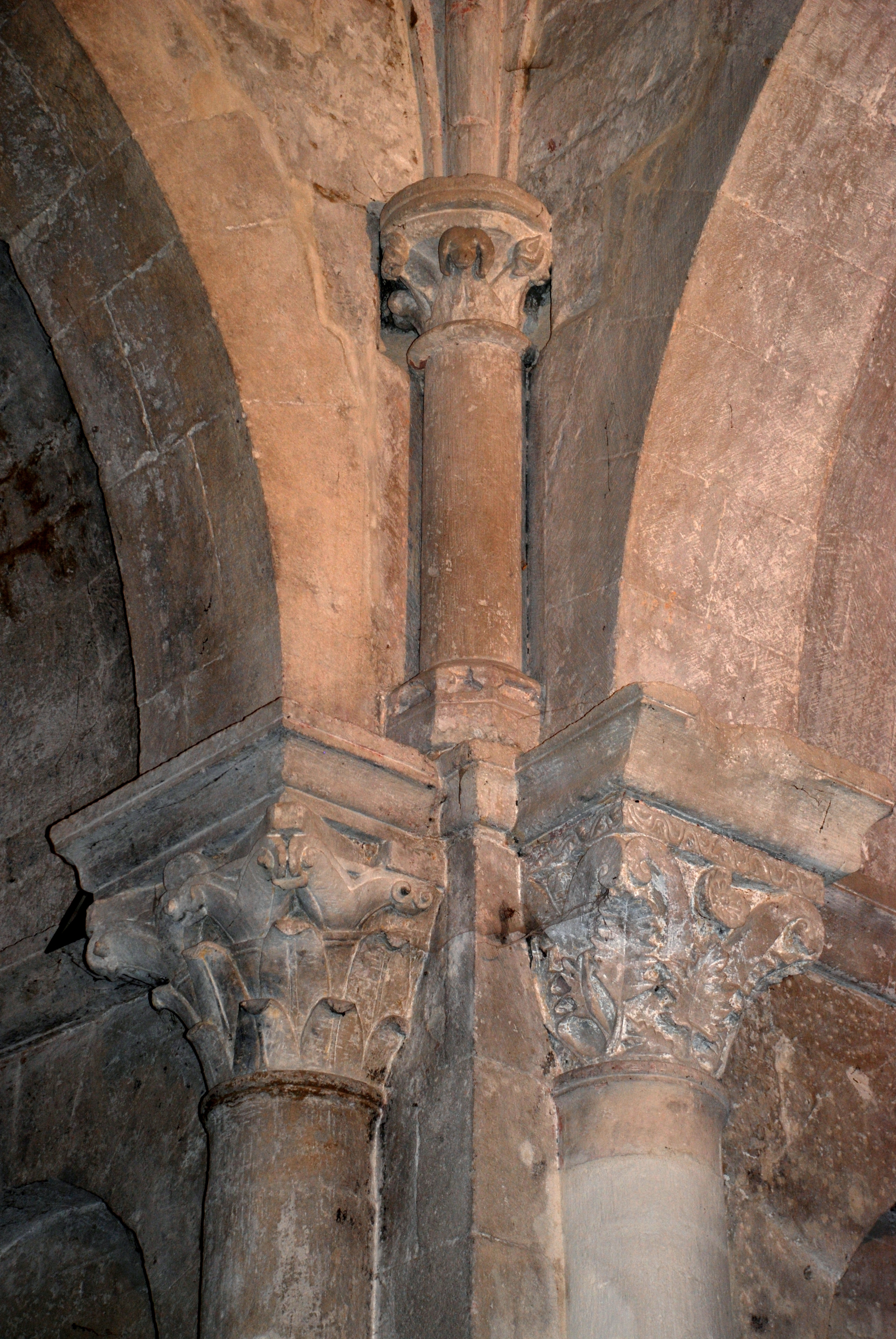
Chapiteaux et colonnette.